# Кузнецов, Михаил Арсентьевич
Михаи́л Арсе́нтьевич Кузнецо́в (1919—2005) — полковник Советской Армии, участник Великой Отечественной войны, Герой Советского Союза (1943).

## Биография
Михаил Кузнецов родился 10 октября 1919 года в деревне Отрада (ныне — Горшеченский район Курской области). Окончил семь классов школы и Макеевский металлургический техникум, после чего работал прокатчиком на металлургическом заводе.
В 1939 году Кузнецов был призван на службу в Рабоче-крестьянскую Красную Армию.
Участвовал в боях советско-финской войны. В 1941 году Кузнецов окончил Минское военно-политическое училище. С первого дня Великой Отечественной войны — на её фронтах. Участвовал в обороне Брестской крепости под руководством майора Петра Гаврилова, сумел вырваться из неё вместе с группой бойцов. В последующих боях два раза был ранен.
К осени 1942 года гвардии старший лейтенант Михаил Кузнецов был заместителем командира роты автоматчиков 622-го гвардейского стрелкового полка 50-й гвардейской стрелковой дивизии 5-й танковой армии Юго-Западного фронта. 3 октября 1942 года в районе хутора Буерак-Сенюткин Кузнецов во главе группы бойцов блокировал немецкий дзот и захватил его, после чего огнём из пулемёта уничтожил ещё около 30 солдат и офицеров противника. 20 ноября в районе хутора Средне-Царицынский Кузнецов с группой бойцов разгромил немецкую колонну и захватил хутор, уничтожив около батальона пехоты и дивизиона артиллерии противника, захватил 43 артиллерийских орудий, около 300 повозок, 27 пулемётов, 4 миномёта, 17 автоматов, 7 автомашин.

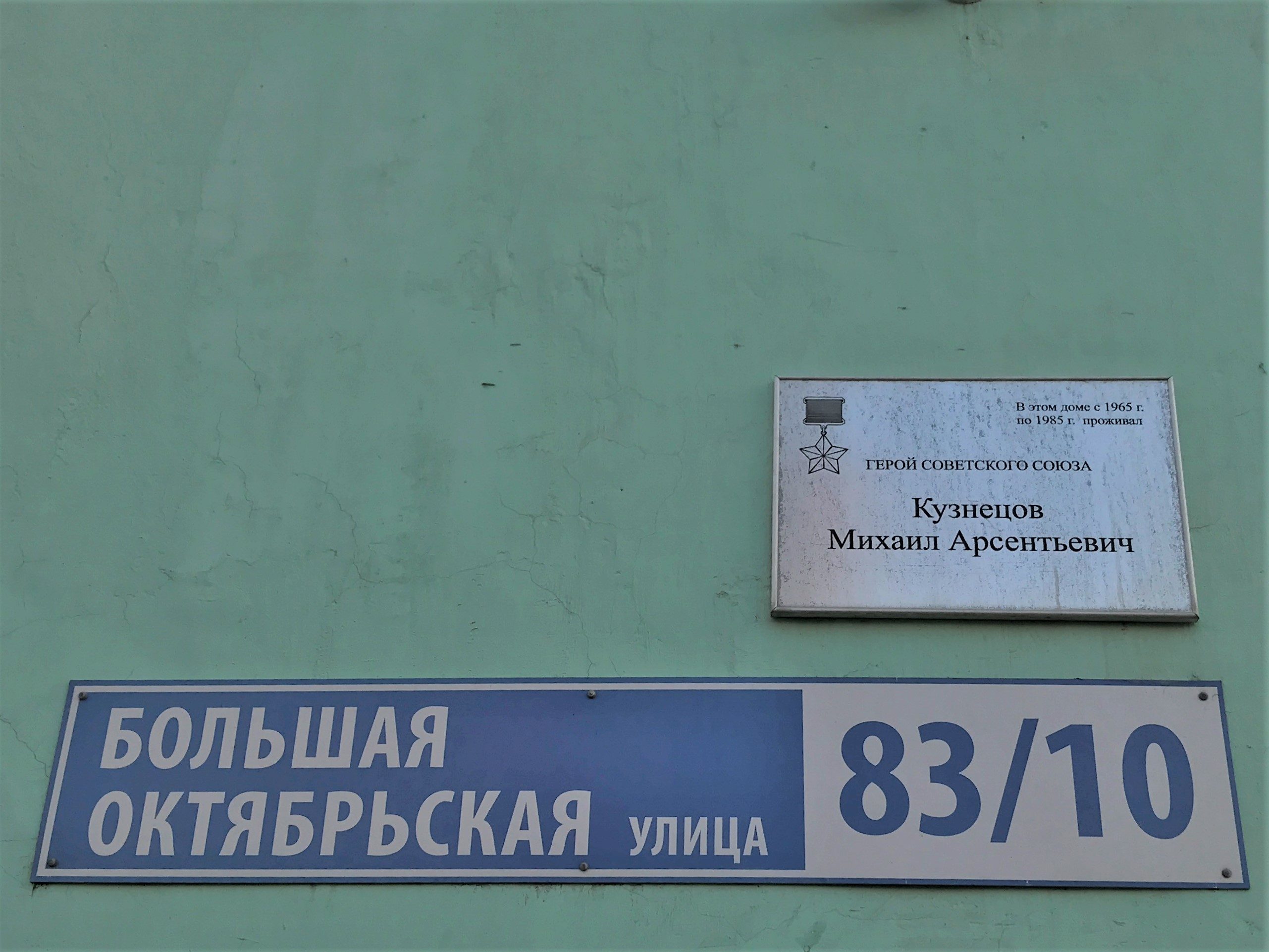
Мемориальная доска на доме по ул. Большой Октябрьской в Ярославле, где жил М. А. Кузнецов

Указом Президиума Верховного Совета СССР от 14 февраля 1943 года за «образцовое выполнение боевых заданий командования на фронте борьбы с немецкими захватчиками и проявленные при этом отвагу и геройство» гвардии старший лейтенант Михаил Кузнецов был удостоен высокого звания Героя Советского Союза с вручением ордена Ленина и медали «Золотая Звезда» за номером 1017.
Подвиг группы Кузнецова был описан в статье Ильи Эренбурга «В добрый час, гвардейцы!». В марте 1943 года Кузнецов был тяжело ранен и контужен, после чего на фронт уже не вернулся. Участвовал в Параде Победы.
В 1946 году он окончил Высшие военно-политические курсы, в 1951 году — Военно-политическую академию. В 1974 году в звании полковника Кузнецов был уволен в запас. Проживал сначала в Ярославле, затем в Москве.
Скончался 30 октября 2005 года, похоронен на Митинском кладбище Москвы.
Был также награждён орденами Красного Знамени и Отечественной войны 1-й степени, двумя орденами Красной Звезды, рядом медалей.